# Premiership Rugby 2011-12
La Liga de Inglaterra de Rugby 15 2011-12, más conocido como Aviva Premiership 2011-12 (por razones comerciales) fue la vigésimo quinta edición del torneo más importante de rugby de Inglaterra.

## Formato
El torneo se disputó en dos etapas, la primera una fase regular en donde cada equipo se enfrentó en condición de local y de visitante a cada uno de sus rivales, posteriormente los cuatro mejores equipos clasificaron a la postemporada, enfrentándose en eliminaciones directas comenzando desde las semifinales. 
El último clasificado de la fase regular descendió al RFU Championship.

## Desarrollo

### Fase regular
| Pos. | Equipo             | Encuentros | Encuentros | Encuentros | Encuentros | Tantos | Tantos | Tantos | PB | PB | Puntos |
| Pos. | Equipo             | PJ         | PG         | PE         | PP         | F      | C      | Dif    | BO | BD | Puntos |
| ---- | ------------------ | ---------- | ---------- | ---------- | ---------- | ------ | ------ | ------ | -- | -- | ------ |
| 1.º  | Harlequins         | 22         | 17         | 1          | 4          | 526    | 389    | +137   | 4  | 1  | 75     |
| 2.º  | Leicester Tigers   | 22         | 15         | 1          | 6          | 647    | 475    | +172   | 9  | 3  | 74     |
| 3.º  | Saracens           | 22         | 16         | 1          | 5          | 489    | 350    | +139   | 3  | 4  | 73     |
| 4.º  | Northampton Saints | 22         | 14         | 0          | 8          | 539    | 374    | +165   | 5  | 4  | 65     |
| 5.º  | Exeter Chiefs      | 22         | 12         | 0          | 10         | 436    | 421    | +15    | 3  | 8  | 59     |
| 6.º  | Sale Sharks        | 22         | 10         | 0          | 12         | 453    | 538    | -85    | 2  | 7  | 49     |
| 7.º  | London Irish       | 22         | 8          | 1          | 13         | 514    | 516    | -2     | 3  | 9  | 46     |
| 8.º  | Bath               | 22         | 9          | 0          | 13         | 365    | 412    | -47    | 2  | 6  | 44     |
| 9.º  | Gloucester         | 22         | 8          | 1          | 13         | 456    | 507    | -51    | 1  | 9  | 44     |
| 10.º | Worcester Warriors | 22         | 7          | 1          | 14         | 322    | 448    | -126   | 0  | 6  | 36     |
| 11.º | London Wasps       | 22         | 6          | 0          | 16         | 363    | 502    | -139   | 1  | 8  | 33     |
| 12.º | Newcastle Falcons  | 22         | 6          | 2          | 14         | 351    | 529    | -178   | 0  | 4  | 32     |

|  | Semifinalistas.                 |
|  | Descendido al RFU Championship. |

### Postemporada

#### Semifinal
| 12 de mayo de 2012 | Harlequins | 25 - 23 | Northampton Saints |  |  |

| 12 de mayo de 2012 | Leicester Tigers | 24 - 15 | Saracens |  |  |

#### Final
| 26 de mayo de 2012 | Harlequins | 30 - 23 | Leicester Tigers |  |  |

| Bandera de Inglaterra |
| Campeón Harlequins    |
| Primer título         |